# Фёклабрукк (округ)
Фёклабрукк (нем. Bezirk Vöcklabruck) - округ в Австрии. Центр округа - город Фёклабрукк. Округ входит в федеральную землю Верхняя Австрия. Занимает площадь 1.084,26 км². Население 126 599 чел. Плотность населения 117 человек/км².

## Административные единицы
Города
1. Атнанг-Пуххайм (8 782)
2. Фёклабрукк (11 715)
3. Шваненштадт (4 143)

Ярмарки
1. Ампфльванг-им-Хаусруквальд (3 613)
2. Вольфзегг-ам-Хаусрукк (1 983)
3. Зевальхен-ам-Аттерзе (4 761)
4. Ленцинг (5 049)
5. Мондзе (3 207)
6. Регау (5 495)
7. Санкт-Георген-им-Аттергау (4 032)
8. Тимелькам (5 812)
9. Фёкламаркт (4 765)
10. Франкенбург-ам-Хаусрукк (5 110)
11. Франкенмаркт (3 508)
12. Шёрфлинг-ам-Аттерзе (3 170)

Общины
1. Аттерзе-ам-Аттерзе (1 496)
2. Ацбах (1 154)
3. Аурах-ам-Хонгар (1 585)
4. Берг-им-Аттергау (990)
5. Вайсенкирхен-им-Аттергау (964)
6. Вайрегг-ам-Аттерзе (1 503)
7. Дессельбрунн (1 534)
8. Гамперн (2 472)
9. Иннершванд (1 050)
10. Маннинг (829)
11. Нойкирхен-ан-дер-Фёкла (2 530)
12. Нидертальхайм (1 076)
13. Нусдорф-ам-Аттерзе (1 096)
14. Оберхофен-ам-Ирзе (1 335)
15. Оберндорф-бай-Шваненштадт (1 351)
16. Оберванг (1 572)
17. Отнанг-ам-Хаусрукк (3 745)
18. Пфаффинг (1 372)
19. Пильсбах (630)
20. Питценберг (495)
21. Пёндорф (2 232)
22. Пухкирхен-ам-Тратберг (948)
23. Пюрет (573)
24. Редлайтен (465)
25. Редльхам (1 309)
26. Рюсторф (1 988)
27. Рутценхам (236)
28. Санкт-Лоренц (2 010)
29. Тифграбен (3 071)
30. Унгенах (1 349)
31. Унтерах-ам-Аттерзе (1 496)
32. Форнах (863)
33. Целль-ам-Мос (1 390)
34. Целль-ам-Петтенфирст (1 223)
35. Шлат (1 338)
36. Штайнбах-ам-Аттерзе (913)
37. Штрас-им-Аттергау (1 481)